# IC 5078
IC 5078 ist eine Spiralgalaxie vom Hubble-Typ Sc im Sternbild Steinbock am Südsternhimmel. Sie ist schätzungsweise 70 Millionen Lichtjahre von der Milchstraße entfernt.
Das Objekt wurde am 7. August 1899 von DeLisle Stewart entdeckt.